# 337P/WISE
337P/WISE, komet Jupiterove obitelji